# 186
186（百八十六、ひゃくはちじゅうろく）は自然数、また整数において、185の次で187の前の数である。

## 性質
- 186は合成数であり、約数は 1, 2, 3, 6, 31, 62, 93 と 186 である。
  - 約数の和は384。
    - 42番目の過剰数である。1つ前は180、次は192。
- 17番目の楔数である。1つ前は182、次は190。
- 1/186 = 0.0053763440860215… (下線部は循環節で長さは15)
  - 逆数が循環小数になる数で循環節が15になる6番目の数である。1つ前は155、次は248。
- 約数の和が186になる数は2個ある。(80, 122) 約数の和2個で表せる20番目の数である。1つ前は182、次は210。
- 各位の和が15になる8番目の数である。1つ前は177、次は195。
- 各位の立方和が平方数になる21番目の数である。1つ前は168、次は201。(オンライン整数列大辞典の数列 A197039)
13 + 83 + 63 = 729 = 272
- 186 = 12 + 42 + 132 = 12 + 82 + 112 = 42 + 72 + 112
  - 3つの平方数の和3通りで表せる21番目の数である。1つ前は185、次は216。(オンライン整数列大辞典の数列 A025323)
  - 異なる3つの平方数の和3通りで表せる11番目の数である。1つ前は185、次は221。(オンライン整数列大辞典の数列 A025341)
- n = 186 のとき n と n + 1 を並べた数を作ると素数になる。n と n + 1 を並べた数が素数になる24番目の数である。1つ前は180、次は188。(オンライン整数列大辞典の数列 A030457)
- 186 = 6 × 31
  - n = 6 のときの n3 − n2 + n の値とみたとき1つ前は105、次は301。(オンライン整数列大辞典の数列 A069778)
  - 186 = 1 × (1 + 5) × (1 + 5 + 25)
    - 初項 1、公比 5 の等比数列の和の総乗とみたとき1つ前は6、次は29016。(オンライン整数列大辞典の数列 A015004)

## その他186に関連すること
- 西暦186年
- 関係車両186台による多重事故
- 年始から数えて186日目は7月5日、閏年では7月4日。
- 186は、日本の電話における、強制的な発信者番号通知の特定用途番号（1XY特番）。回線の契約状態・設定等にかかわらず、当該通話に限り電話番号を通知させたいときに用いる。なお、逆に電話番号を通知させたくないときには「184」を用いる。
- 第186代ローマ教皇はハドリアヌス5世（在位：1276年7月11日～8月18日）である。